# Casa-fàbrica Bonaplata
|  | No s'ha de confondre amb Fàbrica Bonaplata, Vilaregut, Rull i Cia. |

La casa-fàbrica Bonaplata és una finca de més de 1.000 m² situada als carrers de Sant Pere Més Baix, 73 i de Sant Pere Mitjà, 66-70 de Barcelona. Com que no està catalogada, li correspon la categoria D (bé d'interès documental) atorgada per defecte a tots els edificis del districte de Ciutat Vella. Segons la documentació notarial, a la part del carrer de Sant Pere Mitjà hi havia la fàbrica de pintats (indianes), als baixos de la de Sant Pere Més Baix, la botiga i el despatx, i al mig de la parcel·la, un pati edificat en part.

## Història
Cap al 1765, el paraire Francesc Just va fer reedificar i unir tres finques diferents al carrer de Sant Pere Més Baix, que havien pertangut a l'hortolà Francesc Dunys i els també paraires Agustí Just i Jacint Balet. El 1774, la seva vídua Eulàlia Anglada va demanar permís per a obrir-hi una finestra, i el 1788, el seu fill Magí Just i Anglada (germà del corredor reial de canvis Josep Just i Anglada) va demanar permís per a obrir-hi dues finestres i una porta i arreglar-ne una altra. El 1804, la seva casa-fàbrica fou posada en subhasta, i el 1806 fou adquirida pel fabricant d'indianes Ramon Bonaplata i Roig, que, tot seguit, va encarregar-hi algunes reformes al mestre de cases Pere Barrera, i novament el 1826 al mestre d'obres Josep Nolla.

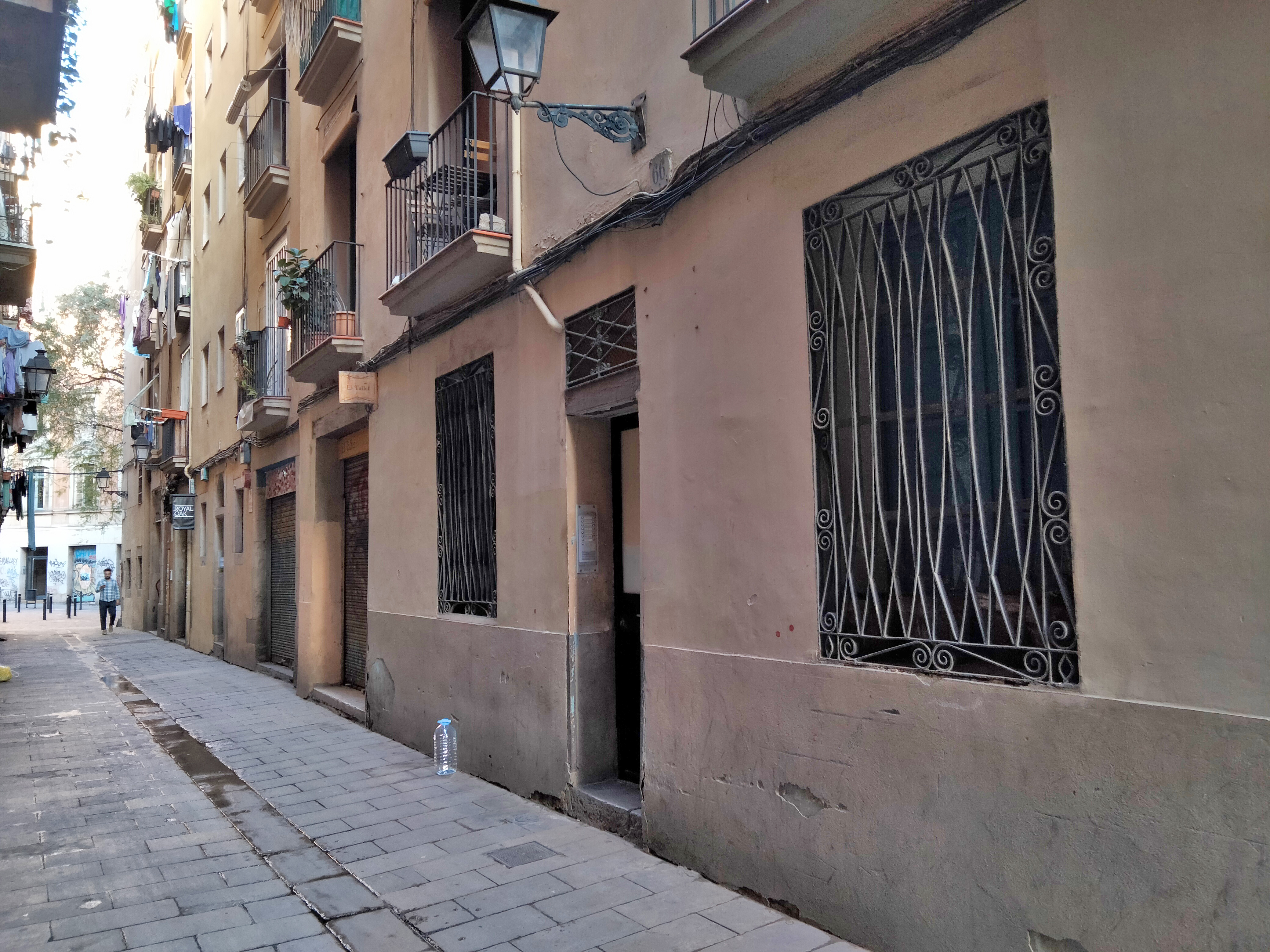
Baixos de la façana del carrer de Sant Pere Mitjà

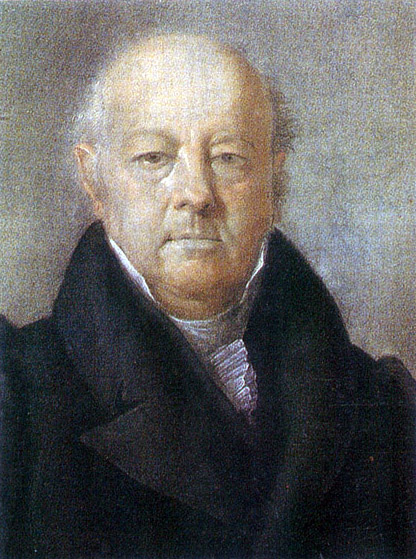
Retrat de Ramon Bonaplata i Roig

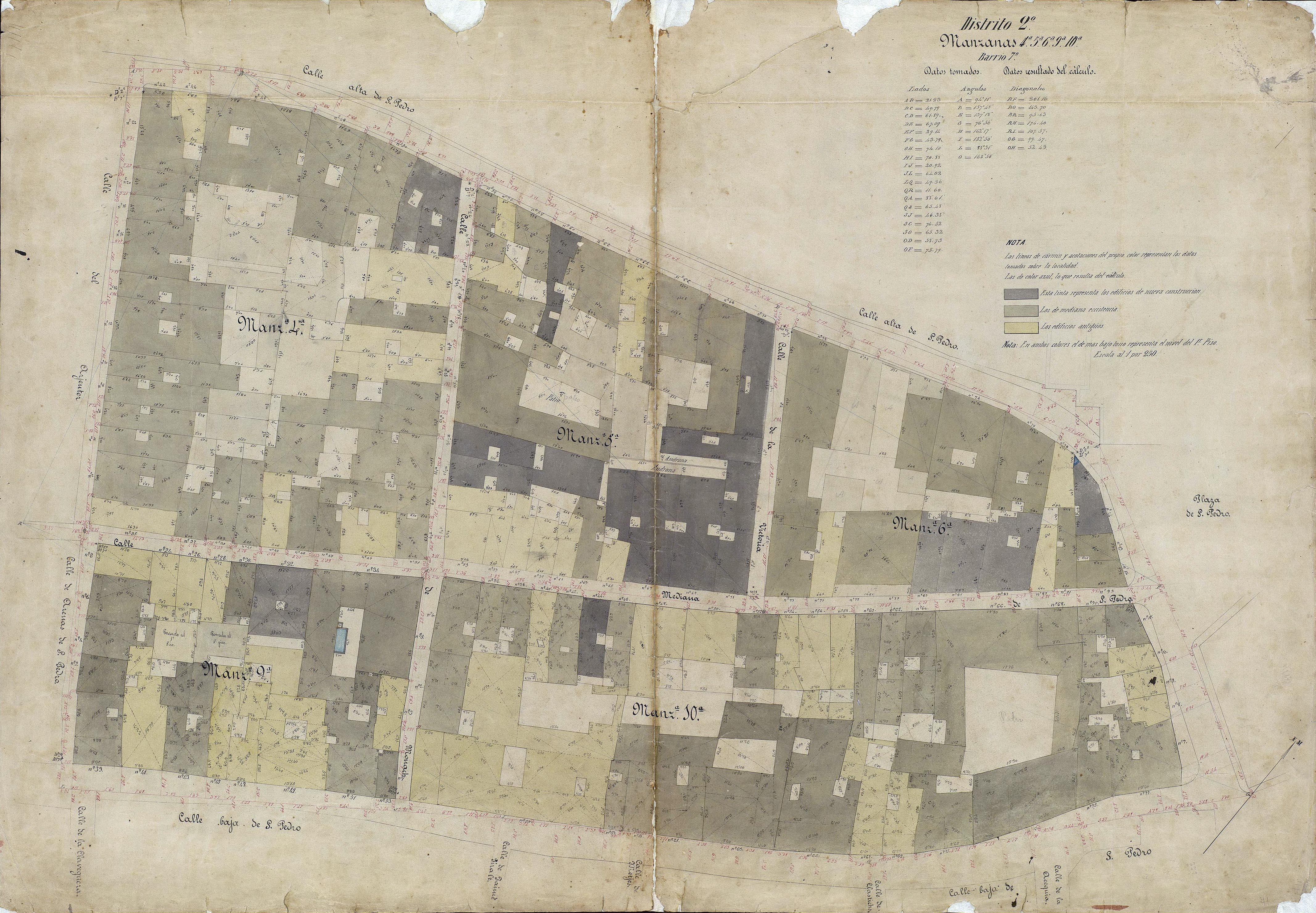
Quarteró núm. 41 de Garriga i Roca (c. 1860)

Ramon Bonaplata pertanyia a una nissaga de fabricants (el seu oncle Josep Bonaplata i Calafell era teixidor de lli, el seu pare Jeroni, mitger, i el seu germà Gabriel, també fabricant d'indianes), i el 1791, havia obtingut l'establiment en emfiteusi de dues cases de la domeria del Monestir de Sant Pere de les Puelles al carrer de Sant Pere Mitjà (actual núm. 66), que tot seguit va fer reformar. El 1821 va adquirir una casa al mateix carrer a Maria Engràcia Mauri, vídua del pagès Francesc Gasch, seguida el 1824 d'una altra a la família Sagués, i finalment, el 1827, l'antiga casa-fàbrica d'indianes de Pau Rull i Corominas, la reedificació de les quals (actual núm. 68) fou encarregada als mestres de cases Antoni Bosch i Antoni Farrer, que van cobrar poc més de 7.000 lliures. Com era habitual en aquests casos, el primogènit Salvador Bonaplata i Corriol (1780-1855) es va incorporar al negoci, i en el Padró General de fabricants del 1829 hi tenien 14 taules de pintar. Per altra banda, el seu germà Josep Bonaplata i Corriol (1795-1843) fou un dels impulsors de la Fàbrica Bonaplata, Vilaregut, Rull i Cia (1832), el primer vapor de Catalunya.
A la mort del seu pare el 1833, Salvador va heretar la casa-fàbrica i una torre d'estiueig a Sarrià, i el 1847 va adquirir en subhasta pública als germans Pau i Onofre Farigola la casa que havia estat del tintorer Francesc Farigola al carrer de Sant Pere Mitjà, 70, així com la finca de Can Taió (Santa Perpètua de Mogoda) a Francesc de Milans i de Duran i el seu fill Ramon de Milans i de Gregorio per 49.000 lliures.
A la seva mort el 1855, fou succeït pel seu fill Ramon Bonaplata i Nadal (1816-1869), que va ser regidor de l'Ajuntament de Barcelona i diputat a Corts pel partit de Granollers, i tingué una carrera molt curta com a industrial, dedicant-se a l'explotació agrícola a Can Taió. Per la seva banda, el seu germà Salvador Bonaplata i Nadal (1819-1884) va establir una fàbrica d'estampats a Sant Martí de Provençals.
Ramon Bonaplata i Nadal morí el 3 d'abril del 1869, deixant com a hereus els seus set fills, nascuts de dos matrimonis, a parts iguals. El 1872, i per mandat judicial, les seves propietats van ser dividides en quatre lots per tal de subhastar-les al millor postor: la finca de Can Taió, la casa-fàbrica, la torre de Sarrià, i la finca de Can Demestre, al costat del Desert de Sarrià.
Posteriorment, hi hagué la fàbrica de teixits de cotó de Martí Tay i la de teixits de fil d'A. Costa i Massana.